# Paul-Félix Beuvain de Beauséjour
Paul-Félix Beuvain de Beauséjour (* 16. Dezember 1839 in Vesoul, Frankreich; † 4. April 1930 in Carcassonne, Frankreich) war ein römisch-katholischer Bischof.

## Leben
Als Sohn des Louis-Ernest Beuvain de Beauséjour, Anwalt, und der Eugénie-Marie Fyard de Gevigney et de Mercey entstammte er einer in der Franche-Comté niedergelassenen, heute ausgestorbenen Adelsfamilie der Normandie mit familiären Bindungen zur Schweiz.
Er begann seine kirchliche Laufbahn als Pfarrdekan von Vitrey und Luxeuil und wurde nacheinander Erzpriester und Offizial der Metropolis Besançon, Ehrendomherr von Besançon, Nîmes und Tours, Erzdiakon von Gray und Luxeuil und Generalvikar von Besançon.
Er war ebenfalls Mitglied und Präsident der Akademie von Besançon und verfasste verschiedene Werke über Geschichte und Archäologie.
Am 9. Juni 1902 wurde er als Nachfolger von Monseigneur Félix-Arsène Billard zum Bischof von Carcassonne ernannt, welches Amt er bis zu seinem Tode innehatte.
Eher unfreiwillig erlangte er Bekanntheit durch seine heftige Auseinandersetzung mit dem Abbé Bérenger Saunière, die den Vatikan über lange Zeit beschäftigte.

## Werke
- L’Abbé Besson et les confidences de Saint-Jean
- L’hôpital Grammont à Luxeuil
- Les moines de Luxeuil et les Forêts des Vosges
- Le Marquis de Loray: La Vierge de Carondelet
- Les derniers jours de l’abbaye de Luxeuil

| Personendaten    | Personendaten                                                           |
| ---------------- | ----------------------------------------------------------------------- |
| NAME             | Beuvain de Beauséjour, Paul-Félix                                       |
| KURZBESCHREIBUNG | französischer Geistlicher, römisch-katholischer Bischof von Carcassonne |
| GEBURTSDATUM     | 16. Dezember 1839                                                       |
| GEBURTSORT       | Vesoul, Frankreich                                                      |
| STERBEDATUM      | 4. April 1930                                                           |
| STERBEORT        | Carcassonne, Frankreich                                                 |